# Ixodes capromydis
Ixodes capromydis är en fästingart som beskrevs av Cerny 1966. Ixodes capromydis ingår i släktet Ixodes och familjen hårda fästingar.
Artens utbredningsområde är Kuba. Inga underarter finns listade i Catalogue of Life.